# Alexandra Alexandrowna Rajewa
Alexandra Alexandrowna Rajewa (russisch Александра Александровна Ра́ева; * 20. August 1992 in Moskau als Alexandra Alexandrowna Saitowa (Саитова)) ist eine russische Curlerin. Sie spielt als Second im Team von Skip Anna Sidorowa.
Ihr erster internationaler Wettbewerb war die Juniorweltmeisterschaft 2012 in Östersund, wo sie für die russische Juniorinnen-Nationalmannschaft als Ersatzspielerin antrat und die Bronzemedaille gewann. Bei der Juniorweltmeisterschaft 2013 gewann sie als Second im Team von Skip Alina Kowaljowa die Goldmedaille.
Mit der russischen Mannschaft gewann sie Gold bei der Winter-Universiade 2013 und der Winter-Universiade 2015.
Bei den Olympischen Winterspielen 2014 in Sotschi (Russland) gewann sie zusammen mit Anna Sidorowa, Margarita Fomina (Third) und Jekaterina Galkina (Lead) die Goldmedaille.
Alexandra Rajewa hat bislang viermal an der Curling-Weltmeisterschaft teilgenommen. 2014, 2015 und 2016 errang sie (jeweils auf der
Position des Second spielend) die Bronzemedaille. Bei der Weltmeisterschaft 2017 war sie als Ersatzspielerin des russischen Teams (Skip: Anna Sidorowa, Third: Margarita Fomina, Second: Alina Kowalewa, Lead: Nkeiruka Jesech) dabei. Die Mannschaft erreichte das Finale, musste sich dort aber dem kanadischen Team von Rachel Homan mit 3:8 geschlagen geben.
Bei der Curling-Europameisterschaft 2015 in Esbjerg spielte sie als Second und zog mit der russischen Mannschaft in das Finale ein. Dort schlug das Team die schottische Mannschaft von Eve Muirhead mit 6:4. Bei der Curling-Europameisterschaft 2017 trat sie wieder mit dem Team Sidorowa an; die Mannschaft wurde Fünfter.
Rajewa nimmt seit einigen Jahren mit dem Team Sidorowa an der World Curling Tour teil und konnte bislang die folgenden Turniere gewinnen: International ZO Women’s Tournament (2013, 2014), Medicine Hat (2014), Glynhill Ladies International (2015), Womens Masters Basel (2015), CCT Arctic Cup (2016).
Rajewa modelte im Vorfeld der Olympischen Spiele 2014 zusammen mit der gebürtigen Russin und für Australien startende Shorttrackerin Tatjana Borodulina, sowie ihren russischen Landsfrauen die Freestyle-Skierin Ekaterina Stolyarowa, die Curler-Kolleginnen Jekaterina Galkina und Olga Zyablikowa, Eishockeyspielerin Swetlana Kolmykowa und Anna Prugowa; Skeleton Läuferin Jelena Nikitina, Eiskunstläuferin Ekaterina Bobrowa, Skicrosserin Marija Komissarowa und Skispringerin Irina Awwakumowa für den Lingerie-Hersteller S&M.